# Eden (romanzo)
Eden è un romanzo di fantascienza dello scrittore polacco Stanisław Lem, che racconta del “primo contatto” di astronauti terrestri con una civiltà aliena su un altro pianeta.

## Trama
Un'astronave in volo interstellare viene attratta dalla gravitazione del pianeta Eden a causa di calcoli errati, e cade sulla sua superficie. I sei membri dell'equipaggio, il comandante, un chimico, un medico, un ciberneta, un fisico e un ingegnere, riescono a aprire a forza i portelloni e uscire sulla superficie del pianeta, dove scoprono essere presente dell'ossigeno.
Siccome l'astronave è affondata nel terreno e i robot di bordo sono danneggiati, decidono di avviarsi alla ricerca di possibili abitanti dotati di intelligenza; in effetti si imbattono in una colossale struttura nella quale riescono a penetrare, una fabbrica automatizzata che continua a produrre oggetti incomprensibili senza intervento esterno. Tornati all'astronave, i viaggiatori si rendono conto che qualcuno è penetrato all'interno: un essere composto da un grosso corpo gelatinoso che contiene all'interno un altro essere di dimensioni minori, e che iniziano a chiamare “bicorpo”.
Nei giorni successivi, mentre continuano a esplorare il pianeta, vengono attaccati da dischi luminosi che non riescono a far loro del male; decidono quindi di rimettere in funzione i robot dell'astronave, danneggiati nell'atterraggio, e soprattutto il Difensore, terribile arma semovente dotata di potenza nucleare.
L'esplorazione del pianeta rivela l'esistenza di vaste fosse comuni che costringono gli astronauti a porsi degli interrogativi. Il fatto che un bicorpo decida di seguirli e, malgrado non riesca a comunicare, preferisce non tornare fra gli altri, aumenta la loro perplessità. L'astronave viene poi circondata da una barriera trasparente tramite un bombardamento di ingranaggi di dimensioni infinitesimali, ma il Difensore finalmente tornato in funzione permette loro di sfondarla e compiere incursioni fra i bicorpi.
A sorpresa un bicorpo li raggiunge nel'astronave; riescono a capire che si tratta di uno scienziato che vuole scambiare informazioni, ma purtroppo è passato attraverso il terreno reso radioattivo dal difensore, ed è destinato a una rapida morte. Gli astronauti riescono a farglielo comprendere, e il bicorpo decide di passare tutte le informazioni possibili ai terrestri prima dell'evento fatale. Vengono così a conoscere l'incomprensibile struttura sociale del pianeta Eden.

## Critica
Uno degli assunti nella narrativa di Stanisław Lem è l'impossibilità, o comunque la problematicità dell'incontro fra l'umanità e una razza che abiti un altro pianeta, in linea con il fondamentale pessimismo filosofico che caratterizza l'autore. Anche il dialogo che finalmente si stabilisce tra i protagonisti di Eden e lo scienziato locale, grazie alla matematica e all'astronomia, finisce contro l'impossibilità di comprendere l'assetto sociale della cultura aliena. L'universo è troppo complicato perché gli esseri umani possano tentare di comprenderlo, e il nucleo della tragedia narrativa è esattamente qui, nelle frontiere dell'immaginazione che i suoi personaggi non possono superare.

## Edizioni italiane
- Gli esploratori dell'astro ignoto, traduzione di Giorgio Uccelli, Collana Il Giroscopio, Milano, Baldini & Castoldi, 1963.
- Pieneta Eden, traduzione di Vilma Costantini, Collana David, Roma, Editori Riuniti, 1977, ISBN 978-88-359-1206-4.
- Pianeta Eden / I viaggi del pilota Pirx, traduzione di V. Costantini, Introduzione di Silvano Barbesti, Collana I Massimi della Fantascienza, Milano, Mondadori, 1990, ISBN 88-04-33581-5.
- Eden, traduzione di V. Costantini, Introduzione di Giuseppe Lippi e Silvano Barbesti, Collana Classici Urania n.235, Milano, Mondadori, ottobre 1996, ISSN 1120-4966 (WC · ACNP).
- Eden, traduzione di Lorenzo Pompeo, Collana Oscar Moderni. Cult, Milano, Mondadori, 2022, ISBN 978-88-047-4722-2.
- Eden, traduzione di Lorenzo Pompeo, Urania Collezione n. 250, Milano, Mondadori, 2023.